# 對外傳播
對外傳播，是由中國大陸當局提出的一個全新的傳播學研究領域，亦或概念。最初的“對外傳播”本為“對外宣傳”，後因“宣傳”一詞的政治意涵過重，故為了有效降低政治宣傳色彩，原有的“對外宣傳”被改為“對外傳播”。
2009年11月26－27日，国务院新闻办公室在北京会议中心召開“全國第一屆對外傳播理論研討會”，主題為“中国现代传播体系的构建”。儘管如此，對於“對外傳播”究竟是否應該成為一門獨立之傳播研究領域，在大陸傳播學界尚還處于爭論之中。其中以上海外國語大學教授郭可為代表，但在其編著的《國際傳播學導論》（復旦大學出版社2005年版）一書，將對外傳播看成是近似於“國際傳播”的概念，卻未就對外傳播在傳播研究領域中究竟應該是一種什麼樣的地位進行判斷。方振武（2010年）在其「中國“對外傳播”的概念範疇及實施」[China Media Report Overseas,6(3):25-28]一文中，其在總結前人研究成果及對外傳播實踐的基礎上，對對外傳播之概念範疇及實施進行了相應的界定，提出了一個較為完善與完整的對外傳播概念範疇。